# 博兰维尔
博兰维尔（法語：Beaurainville，法語發音：[boʁɛ̃vil]）是法国上法兰西大区加来海峡省的一个市镇，位于该省西南部，属于蒙特勒伊区。

## 地理
博兰维尔（50°25'29"N, 1°53'53"E）面积13.09 平方千米，位于法国上法蘭西大區加来海峡省，该省份为法国北部沿海省份，西北濒北海，南至索姆省，东临北部省。
与博兰维尔接壤的市镇（或旧市镇、城区）包括：马朗拉、莱斯皮努瓦、克雷夸斯河畔卢瓦松、马雷斯凯勒埃克米库尔、康帕涅莱塞丹、孔特。
博兰维尔的时区为UTC+01:00、UTC+02:00（夏令时）。

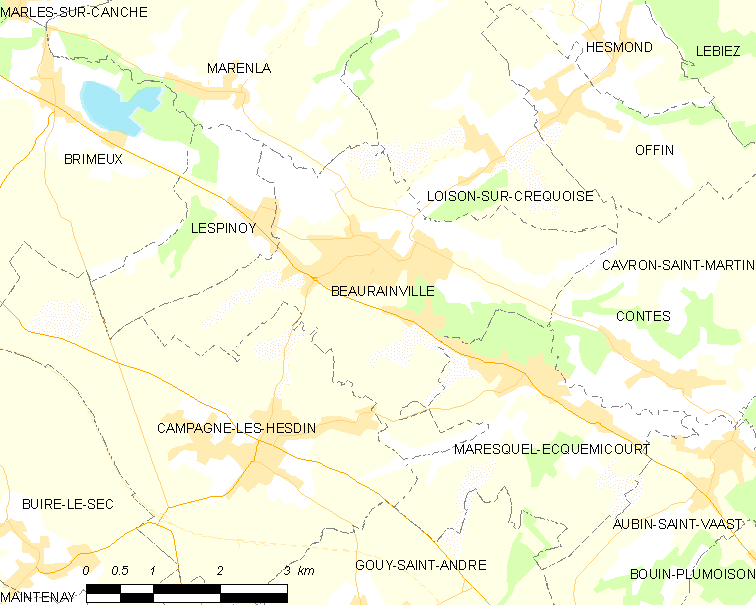
博兰维尔的OSM定位图

## 行政
博兰维尔的邮政编码为62990，INSEE市镇编码为62100。

## 政治
博兰维尔所属的省级选区为欧克西堡县。

## 人口

1962-2008年间博兰维尔人口变化图示

博兰维尔于2022年1月1日时的人口数量为2028人。